# Drypool
Drypool är en stadsdel i Kingston upon Hull, i kommunen Kingston upon Hull, i grevskapet East Riding of Yorkshire, i England. Ward hade 12 053 invånare år 2021. Drypool var en civil parish fram till 1898 när blev den en del av Sculcoates. Civil parish hade 8 054 invånare år 1891. Byar nämndes i Domedagsboken (Domesday Book) år 1086, och kallades då Dridpol/Dripold/Dritpol.